# ساو سيباستياو دا أموريرا
ساو سيباستياو دا أموريرا بلدية في ولاية بارانا في المنطقة الجنوبية من البرازيل. 